# 南東北
南東北（みなみとうほく）は、東北地方の南部地域のことで、特に宮城県、山形県、福島県の3県を指す。気象予報の分野においてはこの3県は東北南部と呼称される。方角と区別する意味で、「東北」を平仮名書きした「南とうほく」という記載がなされる場合がある。令制国名を用いた南奥羽（みなみおうう）という雅称もある。対義語は北東北（きたとうほく）。

## 地理

### 地形・自然環境
- 川：阿武隈川、北上川、最上川、阿賀川
- 湖沼：猪苗代湖、五色沼
- 山：燧ヶ岳、吾妻山、磐梯山、安達太良山、飯豊山、蔵王山、月山、鳥海山
- 高原：磐梯高原、会津高原、阿武隈高地
- 温泉：東山温泉、飯坂温泉、磐梯熱海温泉、磐城湯本温泉、鳴子温泉、秋保温泉、作並温泉、上山温泉、天童温泉、銀山温泉、湯野浜温泉
- 自然公園：磐梯朝日国立公園、尾瀬国立公園、日光国立公園、越後三山只見国定公園、南三陸金華山国定公園、栗駒国定公園、蔵王国定公園、鳥海国定公園

### 気候
南東北の気候は、小地形による修飾があるが、大きく日本海沿岸、奥羽山脈西側（盆地）、奥羽山脈東側（盆地）、太平洋沿岸の4つグループに分かれており、それぞれかなり異なった特徴を有している。日本海沿岸、奥羽山脈西側（盆地）の「日本海側地域」は、概ね夏にはフェーン現象によって高温になるが、冬には豪雪地帯（会津地方や置賜地方）となる。一方で奥羽山脈東側（盆地）、太平洋側地域は、黒潮と親潮の接点に近く海洋性気候になっており、一年を通じて酷暑や極寒にならず、太平洋沿岸は冬の雪も少ない。南東北は地域によって気候が違うため、季節や地域を選ぶことによって多彩なレジャーを楽しむことができる。

#### 冬
主な都市の冬 （平年値）
| 都市   |  | 降雪量累計 | 最深積雪 | 1月の日照時間 | 日隔差 | 1月気温 |
| 札幌   |  | 630 cm     | 101 cm   | 97.2 時間     | 8.6℃   | -4.1℃   |
| 酒田   |  | 375 cm     | 37 cm    | 39.9 時間     | 5.4℃   | 1.5℃    |
| 新庄   |  | 878 cm     | 126 cm   | 43.1 時間     | 5.8℃   | -1.3℃   |
| 山形   |  | 491 cm     | 50 cm    | 89.6 時間     | 6.6℃   | -0.5℃   |
| 若松   |  | 537 cm     | 58 cm    | 80.9 時間     | 6.4℃   | -0.7℃   |
| 福島   |  | 235 cm     | 26 cm    | 136.6 時間    | 7.3℃   | 1.4℃    |
| 白河   |  | 173 cm     | 21 cm    | 160.9 時間    | 8.6℃   | 0.2℃    |
| 石巻   |  | 56 cm      | 17 cm    | 167.6 時間    | 7.2℃   | 0.5℃    |
| 仙台   |  | 90 cm      | 17 cm    | 151.3 時間    | 7.2℃   | 1.5℃    |
| 小名浜 |  | 14 cm      | 6 cm     | 189.6 時間    | 9.1℃   | 3.6℃    |
| 東京   |  | 13 cm      | 7 cm     | 180.5 時間    | 11.9℃  | 5.8℃    |

日本海沿岸（水色）、奥羽山脈西側（白）、奥羽山脈東側（青）、太平洋沿岸（黄）の4グループに色分けしてある。
降雪量累計：気象庁の統計データでいう「降雪の深さ合計」のこと。日ごとの降雪量を、シーズン全体で合計した量（平年値）
最深積雪：一度に降る最も多い積雪量（平年値）
日隔差：1月の平均最高気温と平均最低気温の差。1日の寒暖の差（平年値）
1月気温：1月の平均気温（平年値）
日本海沿岸（庄内地方）は、太平洋側に比べると雪が多いが、奥羽山脈西側（盆地）と比べると積雪は多くない。曇りがちで日照時間が極端に短く、日本海から強風で地吹雪となることが多い。この風を利用して風力発電が盛んである。曇りがちであるため、寒暖の差は小さい。
奥羽山脈西側（盆地）は豪雪地帯となっているが、日本海沿岸に比べると日照時間は長い。地形的な理由もあり、南東北の中では最も寒い地域となっている。大量に降る雪のおかげで、著名なスキー場があり、スキーやスノーボードの国際大会や全国大会が開かれる。雪質も日本海沿岸に比べると良質で、蔵王の樹氷原コース、裏磐梯のスキーリゾート、猪苗代湖を眺めながら滑れる表磐梯のスキー場など、人気のあるスキー場がある。また、雪を見ながら露天風呂に入れる銀山温泉など、冬季に人気になる温泉地がある。
奥羽山脈東側（盆地）は、基本的に奥羽山脈で雪雲がブロックされるため、晴れて日照時間が長く、昼間は暖かくなる。晴れているため夜間の放射冷却により早朝の気温の低下著しく、寒暖の差が激しい。寒気団の南下や風が強いなどの諸要因が加わると奥羽山脈を越えて雪雲が入り込むことと、さらには南岸低気圧による降雪もあるため、積雪もやや多い。山側にはスキー場もあるが、日本海側と比べると積雪が少なく雪質もそれほどよくないため、全国大会が開かれることはまれ。そのため、スキーやスノーボードのような多くの積雪が必要なスノースポーツの他に、積雪が少なくとも楽しめるスノーモービル（一般型・バイク型）や、歩くスキーなども盛ん。なお、暖冬の年には積雪不足でスキー場が開店休業に陥ることもある。
太平洋沿岸も、晴れて日照時間が長いため昼間は暖かくなり、日本海側と比べると積雪は極端に少ない。特に浜通りは、阿武隈高地でも雪雲がブロックされるため雪が降ることはまれで、なかでも浜通りの南部は南関東と殆ど変わらない気候である。ただ、南岸低気圧による降雪で大雪になることもまれにある。晴れているため夜間の放射冷却により早朝の気温低下が起きるが、海に開けているため、極端に下がることはない。なお、仙台は、地形的な理由により、奥羽山脈東側と太平洋沿岸の中間のような気候になっている。

#### 夏
主な都市の夏（8月の平年値）
| 都市   |  | 平均気温 | 最高気温 | 最低気温 | 日隔差 | 日照時間   | 降水量   |
| 札幌   |  | 22.0 ℃   | 26.1 ℃   | 18.5 ℃   | 7.6 ℃  | 173.5 時間 | 137.3 mm |
| 酒田   |  | 24.9 ℃   | 29.1 ℃   | 21.0 ℃   | 8.1 ℃  | 211.6 時間 | 175.8 mm |
| 新庄   |  | 23.9 ℃   | 28.9 ℃   | 19.8 ℃   | 9.1 ℃  | 177.5 時間 | 174.5 mm |
| 山形   |  | 24.6 ℃   | 30.2 ℃   | 20.3 ℃   | 9.9 ℃  | 184.7 時間 | 148.8 mm |
| 若松   |  | 24.8 ℃   | 30.4 ℃   | 20.3 ℃   | 10.1 ℃ | 199.5 時間 | 131.0 mm |
| 福島   |  | 25.2 ℃   | 30.2 ℃   | 21.5 ℃   | 8.5 ℃  | 159.7 時間 | 144.3 mm |
| 白河   |  | 23.3 ℃   | 28.1 ℃   | 19.7 ℃   | 8.4 ℃  | 154.0 時間 | 228.2 mm |
| 石巻   |  | 23.5 ℃   | 26.9 ℃   | 20.8 ℃   | 6.1 ℃  | 178.1 時間 | 127.0 mm |
| 仙台   |  | 24.1 ℃   | 27.9 ℃   | 21.2 ℃   | 6.7 ℃  | 155.4 時間 | 174.2 mm |
| 小名浜 |  | 23.9 ℃   | 27.3 ℃   | 18.5 ℃   | 8.8 ℃  | 193.9 時間 | 141.7 mm |
| 東京   |  | 27.1 ℃   | 30.8 ℃   | 24.2 ℃   | 5.8 ℃  | 177.5 時間 | 155.1 mm |

日本海沿岸（水色）、奥羽山脈西側（白）、奥羽山脈東側（青）、太平洋沿岸（黄）の4グループに色分けしてある。
日隔差：8月の平均最高気温と平均最低気温の差。1日の暑涼の差（平年値）
日本海沿岸の庄内地方は、フェーン現象のために高温・乾燥となり、晴天も多い。そのため、日照時間が東北地方の中で群を抜いて長く、湿度が低くて暑くなる。また、湿度が低いことにより夜間は気温が低下し、熱帯夜にならず、夏のレジャーには適した気候になる。庄内地方の海には、鶴岡市の南部に湯野浜温泉という海沿い温泉街があるが、ここは、夏季には波が静かであり、浜辺がきれいで、晴天続きで昼間は暑く夜は涼しく、なおかつ、夕日が日本海に沈むのを眺めながらつかれる露天風呂もあるため、人気のサマーリゾートとなっている。このような気候のため、浜辺にテントを張って泊まっている旅行者もいる。
奥羽山脈西側の盆地は、フェーン現象のために極端な高温・乾燥となる。山形市では日本最高気温40.8度を記録した。湿度は低いため、夜間は急に気温が下がって熱帯夜にはならず、日隔差が大きい。日本海沿岸と並んで晴天で日照時間も長く、昼間は極端に暑くなるので、会津地方の猪苗代湖湖畔は東北地方で最も暑い水辺として湖水浴が盛んである。また、猪苗代湖は波がほとんど立たないため、ウィンドサーフィンの初心者には適している。また、ジェットスキーやヨットなども行われており、東北地方のウォータースポーツの中心地の1つとなっている。朝日山地に属する月山では、冬季は強風と大量の積雪のためにスノーモービルと歩くスキーのみの営業でリフトが動いていないが、4月上旬から7月末の間はリフトが運行され、半袖で「サマースキー」を楽しむことができる。
足軽制度が発達し、一年中戦争が出来るようになる前の戦国時代初期において、戦は稲の収穫後から積雪が深くなる前の時期が最も多かった。奥羽山脈西側盆地群は、南東北の中では夏季に晴天が多く日照時間も長いため、稲作においては収穫時期が早く（農繁期が短い）、他の地域よりも早くいくさの準備が出来た。このような背景もあって、奥羽山脈西側盆地群は南東北の戦国時代をリードした。
奥羽山脈東側の盆地は、フェーン現象により高温となる日と、太平洋沿岸地域のような曇天で気温が低い日との両方がある。フェーン現象は、阿武隈高地がそれほど高くないため「湿度が高くて暑く」なり、中通りは関東の夏のような気候となる。そのため、避暑地に対する需要が高くなり、裏磐梯を中心とした高原リゾートのホテルやペンション、温泉を訪れたり、裏磐梯の涼しい湖畔でアウトドアを楽しむ者がいる。
太平洋沿岸は、通常曇天で気温が上がらず、海風が入るので晴れても酷暑とはならない。年によってはやませが吹き、低温で悪天候の冷夏となることもある。このようにあまり暑くならないので、仙台周辺はビジネスマンや高齢者には涼しくて過ごし易く、外国人が避暑をしにやってくる高山外国人避暑地もある。涼しい気候のため、マリンスポーツにはあまり適していないが、人口が多いため、仙台湾では海水浴客が存在し、夏季の太平洋は波が高いためサーフィンをする者もいる。一方で浜通り（南部）は、太平洋高気圧の影響下に入りやすく晴天となるが、日本海側ほど暑くはならず、湿度が高い。

## 経済

### 第一次産業
耕作地は主に稲作地となっており、ブランド米が存在する。山形盆地や福島盆地では、扇状地や自然堤防上に果樹園も広がっている。東根・寒河江のさくらんぼ、福島の桃などがある。また山形の紅花、高級和牛牛肉の米沢牛・仙台牛などの特産物もある。漁業は三陸海岸の一部である宮城県北部から中部にかけての沿岸において盛んである。南東北各市町村における年間農業産出額（2004年、出典）は多い順に以下のとおり。
1. 登米市（303億円） 宮城県
2. 大崎市（278億円） 宮城県
3. 鶴岡市（261億円） 山形県
4. 栗原市（260億円） 宮城県
5. 福島市（204億円） 福島県
6. 郡山市（196億円） 福島県
7. 石巻市（172億円） 宮城県
8. 酒田市（169億円） 山形県
9. 伊達市（144億円） 福島県
10. 山形市（142億円） 山形県
11. 須賀川市（132億円） 福島県
12. 東根市（132億円） 山形県
13. 喜多方市（122億円） 福島県
14. いわき市（117億円） 福島県
15. 天童市（116億円） 山形県

### 第二次産業
臨海工業地帯はいわき市、仙台港、石巻工業港。内陸工業地帯は郡山市周辺、仙台市周辺、山形市周辺、米沢市周辺、大崎市周辺。南東北における主要工業都市は、各市町村別の年間製造品出荷額等（2004年、出展）の多い順に以下のとおり。
1. いわき市（1.06兆円） 福島県
2. 郡山市（0.97兆円） 福島県
3. 米沢市（0.78兆円） 山形県
4. 仙台市（0.77兆円） 宮城県
5. 福島市（0.62兆円） 福島県
6. 東根市（0.37兆円） 山形県
7. 石巻市（0.33兆円） 宮城県
8. 会津若松市（0.29兆円） 福島県
9. 白河市（0.28兆円） 福島県
10. 鶴岡市（0.26兆円） 山形県
11. 伊達市（0.26兆円） 福島県
12. 大崎市（0.25兆円） 宮城県
13. 酒田市（0.25兆円） 山形県
14. 山形市（0.24兆円） 山形県
15. 大和町（0.23兆円） 宮城県

### 第三次産業
業務・商業集積地は仙台都市圏、郡山都市圏。流通は仙台市周辺、郡山市周辺。南東北の各市町村における商業年間商品販売額（（2003年、出展）卸売業を含む）は、多い順に以下のとおり。
1. 仙台市（7.84兆円） 宮城県
2. 郡山市（1.45兆円） 福島県
3. 山形市（1.19兆円） 山形県
4. 福島市（0.92兆円） 福島県
5. いわき市（0.82兆円） 福島県
6. 石巻市（0.37兆円） 宮城県
7. 酒田市（0.36兆円） 山形県
8. 会津若松市（0.34兆円） 福島県
9. 大崎市（0.28兆円） 宮城県
10. 鶴岡市（0.23兆円） 山形県
11. 名取市（0.23兆円） 宮城県
12. 米沢市（0.21兆円） 山形県
13. 気仙沼市（0.19兆円） 宮城県
14. 天童市（0.18兆円） 山形県
15. 塩竈市（0.15兆円） 宮城県

### 県内総生産
- 県内総生産（GPP、県内GDP）は、内閣府「県民経済計算（平成18年度 - 平成27年度）（2008SNA、平成23年基準計数）」[5]の2015年の数値。
- 人口・面積は、総務省統計局の「都道府県・市区町村のすがた（社会・人口統計体系）」[6]の2017年10月1日の数値。

|           | GPP           | 人口      | 面積      | 可住地面積 | 可住地比率 |
| 南東北3県 | 21兆2,594億円 | 530.7万人 | 30,389km2 | 10,257km2  | 33.8%      |
| 宮城県    | 9兆4,816億円  | 232.3万人 | 7,282km2  | 3,155km2   | 43.3%      |
| 福島県    | 7兆8,236億円  | 188.2万人 | 13,784km2 | 4,217 km2  | 30.6%      |
| 山形県    | 3兆9,542億円  | 110.2万人 | 9,323km2  | 2,885km2   | 30.9%      |

南東北3県は、ほぼ同規模のノルウェーの人口規模とニュージーランドの経済力を擁する。国内の都道府県では、北海道とほぼ同じ人口・経済規模を有する。また、経済規模では、ノルウェーの45%程であり、人口は、ニュージーランドの約1.1倍を有する。南東北3県の面積は、北海道の36%程度、ニュージーランドの11%程度であり、それらと比べてさほど大きくはない。
|                  | GPP           | 人口       | 面積       | 可住地面積 | 可住地比率 |
| ノルウェー       | 46兆8,017億円 | 529.0万人  | 323,772km2 | -          | -          |
| ニュージーランド | 21兆2,302億円 | 484.4万人  | 268,107km2 | -          | -          |
| 埼玉県           | 22兆3,323億円 | 731.0 万人 | 3,798km2   | 2,585km2   | 68.1%      |
| 南東北3県        | 21兆2,594億円 | 530.7万人  | 30,389km2  | 10,257km2  | 33.8%      |
| 千葉県           | 20兆2,186億円 | 624.6万人  | 5,158km2   | 3,554km2   | 68.9%      |
| 兵庫県           | 20兆4,950億円 | 550.3万人  | 8,401km2   | 2,783km2   | 33.1%      |
| 北海道           | 19兆5044億円  | 532.0万人  | 83,424km2  | 22,372km2  | 26.8%      |

※ノルウェー・ニュージーランドの人口・GDPは、IMFの2019年4月のデータを使用しており、前者は2017年の数値であり、後者は、2015年の数値を121.04円/ドルで換算したものである。
※ノルウェー・ニュージーランドの国土面積は、内水面を含む全面積。極地及び居住不可能な島を除く。
南東北3県は、中国地方に対して総面積で95%程度（可住地面積で122%）と、総面積ではほぼ同規模であり、人口は72%程度、県内総生産の合計は71%程度と、3/4をやや下回る程度の経済規模である。北関東に対しては、総面積で161%、可住地面積は111%と、可住地面積ではほぼ同規模である。北関東に対して人口は78%程度、県内総生産の合計は69%程度と、7割程度の経済規模である。
|             | GPP           | 人口      | 面積      | 可住地面積 | 可住地比率 |
| 中国地方5県 | 29兆9,201億円 | 736.9万人 | 31,922km2 | 8,436km2   | 26.4%      |
| 南東北3県   | 21兆2,594億円 | 530.7万人 | 30,389km2 | 10,257km2  | 33.8%      |
| 北関東3県   | 30兆6,753億円 | 680.9万人 | 18,868km2 | 9,237km2   | 49.0%      |

## 南東北3県の県域放送
南東北3県はテレビ東京系列を除いた民放テレビが4局全て揃っている。
- 宮城県：
  - NHK仙台放送局
  - 東北放送（TBC、テレビはTBS系列、ラジオはJRN・NRN系列。「radikoプレミアム」参加局）
  - 仙台放送（OX、フジテレビ系列）
  - ミヤギテレビ（MMT、日本テレビ系列）
  - 東日本放送（KHB、テレビ朝日系列）
  - エフエム仙台（Date-FM、JFN系列）

在仙局は東北地方の基幹局となっており、東北6県を対象としたブロックネット番組を数多く制作・放送している。また福島県浜通り北部では仙台親局の電波を直接受信可能。
- 山形県：
  - NHK山形放送局
  - 山形放送（YBC、テレビは日本テレビ系列、ラジオはJRN・NRN系列。日本テレビ系列。「radikoプレミアム」参加局）
  - 山形テレビ（YTS、テレビ朝日系列）
  - テレビユー山形（TUY、TBS系列）
  - さくらんぼテレビジョン（SAY、フジテレビ系列）
  - エフエム山形（JFN系列）

鶴岡中継局の電波は秋田県沿岸部でも直接受信可能。由利本荘市CATVセンターでは（秋田県に無いJNN系列局が視聴できるよう）TUYが再送信されている（以前は秋田ケーブルテレビでもTUYが再送信されていたが、海水温上昇などによる受信障害が常態化していたためIBCの再送信に切替）。
- 福島県：
  - NHK福島放送局
  - ラジオ福島（RFC、JRN・NRN系列、「radikoプレミアム」参加局）
  - 福島テレビ（FTV、フジテレビ系列）
  - 福島中央テレビ（FCT、日本テレビ系列）
  - 福島放送（KFB、テレビ朝日系列）
  - テレビユー福島（TUF、TBS系列）
  - エフエム福島（ふくしまFM）（JFN系列、「radikoプレミアム」参加局）

NHK福島・RFC・FTV・TUFは本社を福島市に、FCT・KFB・ふくしまFMは本社を郡山市にそれぞれ置いている。

## 交通網

### 鉄道
- 東北新幹線
- 山形新幹線
- 東北本線
- 羽越本線
- 常磐線
- 奥羽本線
- 会津鉄道会津線 - 只見線
- 磐越東線 - 磐越西線
- 仙山線
- 陸羽東線 - 陸羽西線

- 左沢線
- 米坂線
- 山形鉄道フラワー長井線
- 水郡線
- 仙石線
- 阿武隈急行線
- 福島交通飯坂線

### 主な幹線道路
南北の幹線道路
- 常磐自動車道
- 東北自動車道
- 東北中央自動車道
- 国道6号 - 国道45号（太平洋沿岸ルート）
- 国道4号
- 国道121号 - 国道13号（日光・山形ルート）
- 国道7号
- 国道118号

東西の連絡線道路
- 山形自動車道
- 磐越自動車道
- 国道47号
- 国道48号 - 国道112号（仙台・鶴岡ルート）
- 国道115号 - 国道113号（相馬・村上ルート）
- 国道49号